# Heinrich von Kleist
Bernd Heinrich Wilhelm von Kleist (Frankfurt an der Oder, 1777. október 18. – Berlin közelében, 1811. november 21.) német drámaíró, lírikus és publicista.
Írói munkássága a weimari klasszicizmus és a romantika korszakába tehető. Munkásságának kezdetén Schiller korai tragédiái és a korban divatos „történelmi lovagdrámák” hatottak rá. Legismertebb művei a Heilbronni Katica című „történelmi lovagjáték”, Az eltört korsó és az Amphitryon című vígjátékok, a Penthesilea című tragédia, illetve a Kohlhaas Mihály és O. márkiné című elbeszélések.
Szerb Antal véleménye szerint „Ez a beteg lélek beteg remekműveket írt, borzalmasan nagyszerű alkotásokat”. Hegedüs Géza pedig így értékeli: „már régóta kétségtelen, hogy a 19. század első évtizedének Goethe és Schiller mellett Kleist a harmadik legnagyobb drámaírója.”

## Élete

### Családja, tanulmányai és katonai szolgálata (1777–1799)

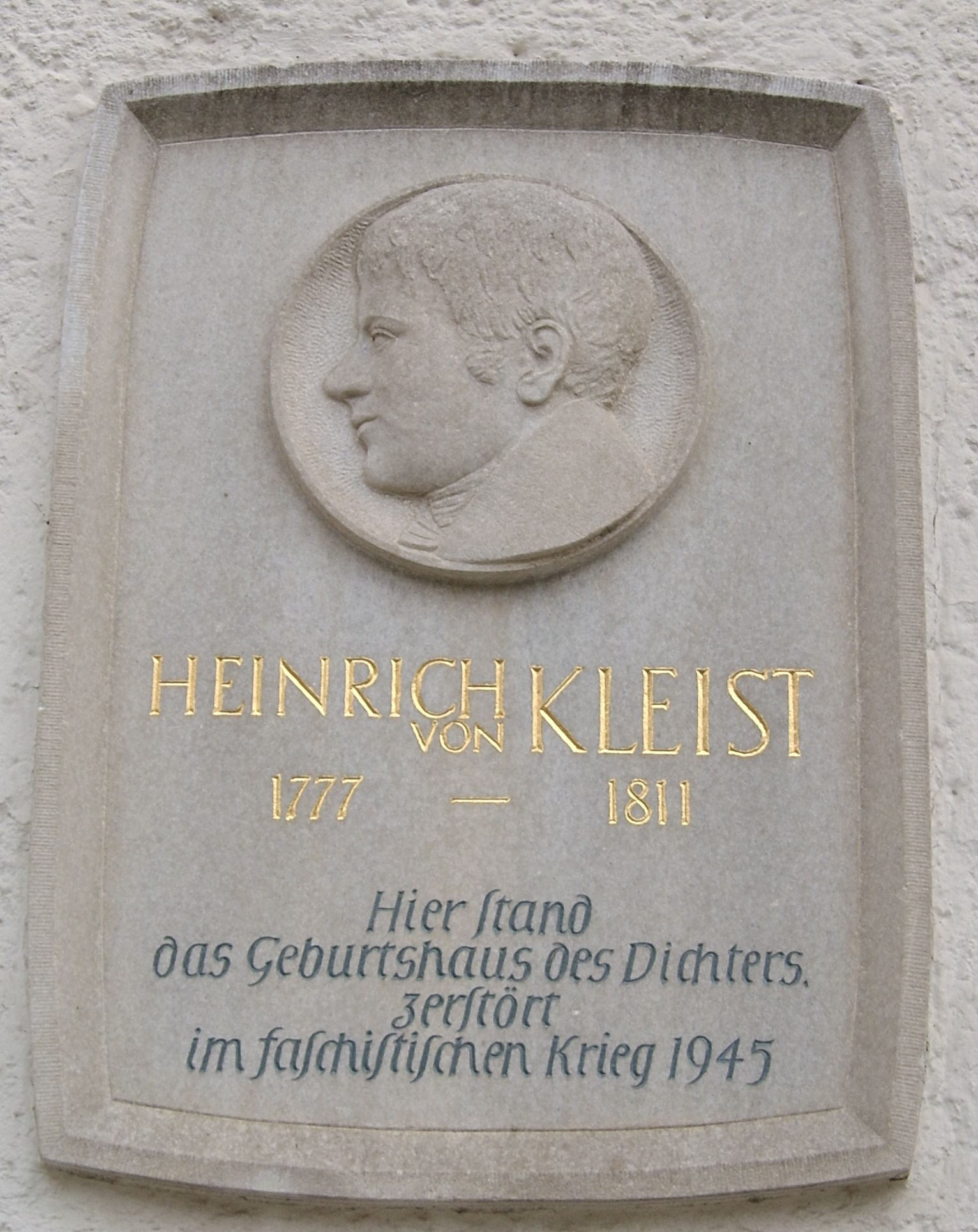
Emléktábla az Odera-Frankfurti szülői ház helyén

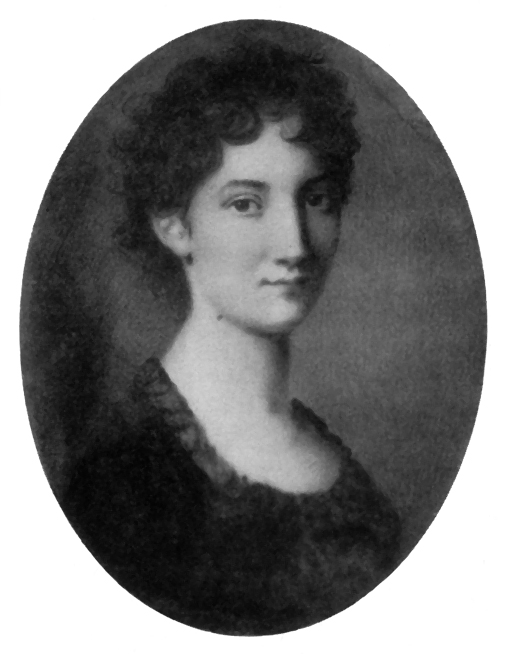
Kleist jegyese, Wilhelmine von Zenge

Ősi pomerániai nemesi családból származott, amely Poroszországban magas rangra emelkedett, tagjai között számos tábornokkal és földbirtokossal, de tanult emberekkel és diplomatákkal is. Kleist apja, Joachim Friedrich von Kleist (1728 – 1788) törzskari kapitánykényt szolgált 24-es gyalogsági ezrednél, amely Odera-Frankfurtban állomásozott. Első házasságából, Caroline Luise von Wulffennel († 1774), két lánya született, Wilhelmine és Ulrike Philippine (1774–1849). Második házasságából, Juliane Ulrike von Pannwitz-cel (1746–1793), születtek Friederike, Auguste Katharina, Heinrich, Leopold Friedrich és Juliane.
Apja halála után 1788-tól Kleist Berlinben nevelkedett Samuel Heinrich Catel református lelkész intézetében. Valószínűleg Catel ébresztette fel Kleist érdeklődését a klasszikus írók művei illetve a felvilágosodás filozófusai iránt.
1792-ben az ifjú Kleist a családi hagyományokhoz híven belépett a porosz hadseregbe. Ernst von Rüchel parancsnoksága alatt részt vett a Franciaország ellen folytatott rajnai hadjáratban, illetve a mainzi köztársaság elleni ostromban. Növekvő kétségei ellenére Kleist megmaradt a katonaság kötelékében és 1795-ben zászlóssá, majd 1797-ben hadnaggyá léptették elő. Közben azonban barátjával, Rühle von Liliensternnel magánúton matematikai és filozófiai tanulmányokat folytatott Potsdamban és felvételt nyert az egyetemre.
1799 márciusában kinyilvánította azt a szándékát, hogy feladja az elviselhetetlennek tartott katonai szolgálatot, és életét a várható családi ellenállás dacára nem a gazdagság, dicsőség, méltóság elérésének, hanem szelleme kiművelésének és a tudományok tanulmányozásának szenteli.

### Tanulmányai (1799–1801)
Miután kérelmezte az elbocsátását a katonai szolgálatból és Ernst von Rüchel ellenkezése ellenére meg is kapta, Kleist 1799 áprilisától Odera-Frankfurtban matematikát, fizikát, kultúrtörténetet, latint és rokonai megnyugtatására kamarai tudományokat tanult. Különösen érdekelte a Christian Ernst Wünsch által előadott fizika, ahol professzorától különórákat is vett a kísérleti fizika terén. A felvilágosodás korának más szerzőihez hasonlóan (például Goethe, Achim von Arnim és Novalis) a természettudományok jelentették számára azt az objektív eszközt, amely segítségével saját magát, a társadalmat és a világot megismerheti és jobbá teheti. A tudományos képzés azonban nem váltotta be a hozzá fűzött reményeket, Kleist hamarosan elégtelennek érezte a könyvekből szerezhető tudást, ezzel a magatartással azonban nem sok megértésre számíthatott környezetében. 1799-ben megismerkedett egy porosz tábornok lányával (Wilhelmine von Zenge), akit 1800 elején el is jegyzett.
1800-ban három szemeszter után megszakította a tanulmányait és önkéntesként dolgozott a berlini porosz gazdasági minisztériumban, noha ez saját felfogása szerint nem felelt meg a „szabad szellem művelésén” alapuló élettervnek. A döntés hátterében az eljegyzés állt: a menyasszony családja elvárta, hogy Kleist állami hivatalt viseljen. A minisztérium megbízásából Kleist 1800 nyarán titkos küldetésbe utazott, vélhetőleg gazdasági kémkedés céljából.
A hivatásbeli, társadalmi és egyéni problémák („az élet nehéz játék …, az embernek állandóan új kártyát kell húznia miközben még nem tudja, hogy melyik az adu“ – levél féltestvérének, Ulrikénak, 1801. február 5.), amelyekkel Kant olvasása előtt szembesült, állhattak az úgynevezett „kanti válság“ hátterében. Kant fényében a felvilágosodás túl egyszerű elképzeléseit egyszeriben túlhaladottnak látta. Ezt írta Wilhelminének 1801. március 22-én:

„Nem tudjuk eldönteni, hogy amit valóságnak nevezünk, valóban valóság-e vagy csak annak tűnik (…) Egyetlen, legfőbb célom elsüllyedt, és nincs másik – ”

Kleist azért hivatkozott a Kant olvasása által kiváltott krízisre, hogy filozófiai igazolást nyújtson életének ennek a tétovázással, halasztással és téves döntésekkel teli szakaszára.
Azok a levelek azonban, amelyeket 1801. március 22 előtt írt, világossá teszik, hogy már hónapokkal az úgynevezett kanti válság előtt elfordult a tudományoktól, és semmiképpen nem azért, mert a biztos tudás lehetőségében kételkedett, hanem azért, mert a tudományokkal való foglalkozás már nem izgatta.

### Párizs és Thun (Svájc) (1801–1804)
1801 tavaszán nővérével, Ulrikével együtt Drezdán át Párizsba utazott. A francia fővárost erkölcstelennek találta, de a francia felvilágosodás szerzői, (Helvétius, Voltaire, Jean-Jacques Rousseau) szándékai ellenére hatással voltak rá (Levél Wilhelminének, 1801. augusztus 15.) Kleist csalódásait és tapasztalatait a józan ésszel szembeni kételyek formájában dolgozta fel. Rousseau-olvasmányainak hatására kedvet kapott a paraszti élethez.
1802 áprilisától a svájci Thun mellett lakott egy szigeten. Wilhelminével szakított, mivel a lány nem osztotta elképzeléseit a paraszti élettel kapcsolatban. Itt folytatta Párizsban elkezdett szomorújátékát (Die Familie Schroffenstein), dolgozott a Robert Guiskard Herzog der Normänner című szomorújátékon és nekifogott a Der zerbrochne Krug című vígjátéknak.
1803 elején Kleist Németországba utazott. Drezdában megismerkedett Friedrich de la Motte Fouqué-val és újra találkozott fiatalkori barátjával, Ernst von Pfuellel. Pfuel társaságában ismét Párizsba utazott. Ott kétségbeesésében elégette a Guiskard már elkészült részeit, mivel úgy gondolta, hogy nem képes megvalósítani az elképzelt koncepciót. „Az ég megtagadja tőlem a hírnevet, minden földi javak közül a legnagyobbat!“ írta 1803. október 26-án Ulrikénak. Ezt követően Kleist arra az elhatározásra jutott, hogy a francia hadseregben Anglia ellen harcol, hogy „a csatában hallja halálát“, de egy ismerőse rábeszélte, hogy térjen vissza Potsdamba. 1803 decemberében Kleist ismét Németországban volt és Berlinben diplomáciai szolgálatba lépett.

### Königsberg (1804–1807)
A pénzügyi osztályon végzett rövid tevékenység után 1805-től Königsbergben az államigazgatásban dolgozott. Itt újra találkozott az időközben férjhez ment Wilhelminével. Kleist befejezte a Der zerbrochne Krug-ot és az Amphitryon-on dolgozott, illetve a Michael Kohlhaas és a Das Erdbeben in Chili című elbeszéléseken.
1806 augusztusában Kleist közölte barátjával, Rühle von Liliensternnel azt a szándékát, hogy kilép az állami szolgálatból, és a drámai munkásságából tartja el magát. A Berlin felé vezető út során Kleistot és kísérőjét 1807 januárjában a francia hatóságok feltételezett kémkedés miatt letartóztatták és a Pontarlier melletti Fort de Joux-ba, majd a Châlons-sur-Marne-i hadifogolytáborba szállították. Feltételezhetően ott írta a Die Marquise von O… című novellát és tovább dolgozott a Penthesileán.

### Drezda (1807–1809)
Kiszabadulása után 1807 augusztusában Berlinen át Drezdába utazott, ahol megismerkedett Schiller barátjával, Christian Gottfried Körnerrel, a romantikus Ludwig Tieckkel, Gotthilf Heinrich von Schuberttel, Caspar David Friedrichhel és mindenekelőtt a filozófus Adam Heinrich Müllerrel és a történész Friedrich Christoph Dahlmannal. Müllerrel együtt adta ki 1808 januárjától a Phöbus művészeti folyóiratot. Az első füzetet, benne a Penthesilea részletével elküldte többek között Goethének, aki válaszában kifejezte csodálkozását és értetlenségét.
1808 decemberében a Napóleon-ellenes spanyol ellenállásnak, Poroszország elfoglalásának és az osztrák szabadságharc kezdetének hatására Kleist elkezdte írni a Die Hermannsschlacht című drámát. A darab tárgya, amellyel Kleist visszanyúlt a német irodalomban a 16. század óta létező Arminius-kultuszhoz, a Kr. u. 9-ben lejátszódott teutoburgi csata volt, amelyben a germánok három római légiót semmisítettek meg.
A Napóleonnal szembeni ellenállás megerősödésének reményében Kleist és Dahlmann 1809. május 21-22-én Prágába utaztak. Itt az osztrák hazafias körökben forogva azt tervezték, hogy hetilapot adnak ki Germania címen, amely a német szabadság szócsöve lett volna. Az osztrák kapituláció következtében a terv nem valósult meg. Ebben az újságban kellett volna megjelenniük Kleist úgynevezett politikai írásainak (Was gilt es in diesem Kriege?, Katechismus der Deutschen abgefasst nach dem Spanischen, zum Gebrauch für Kinder und Alte, Lehrbuch der französischen Journalistik, Germania an ihre Kinder).
Novemberben Kleist Odera-Frankfurtba érkezett és egy hónapra rá ismét Berlinbe utazott, és rövid megszakítással ott is maradt egészen haláláig.

### Berlin (1809–1811)

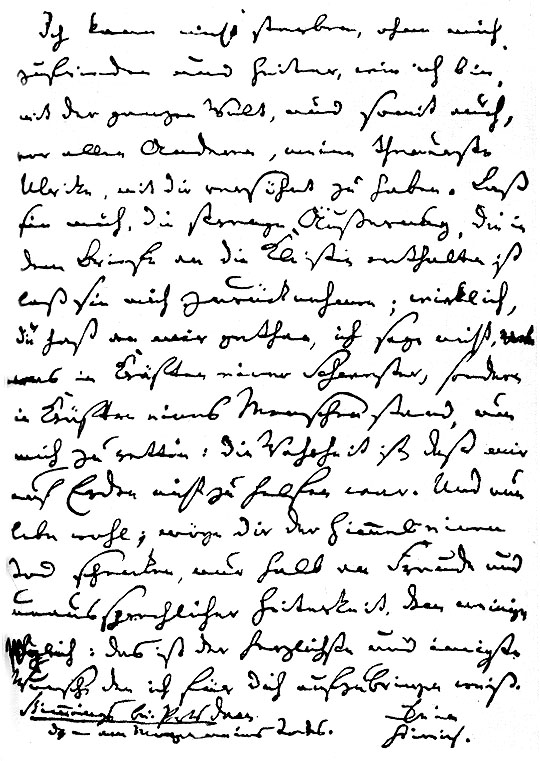
Kleist búcsúlevele

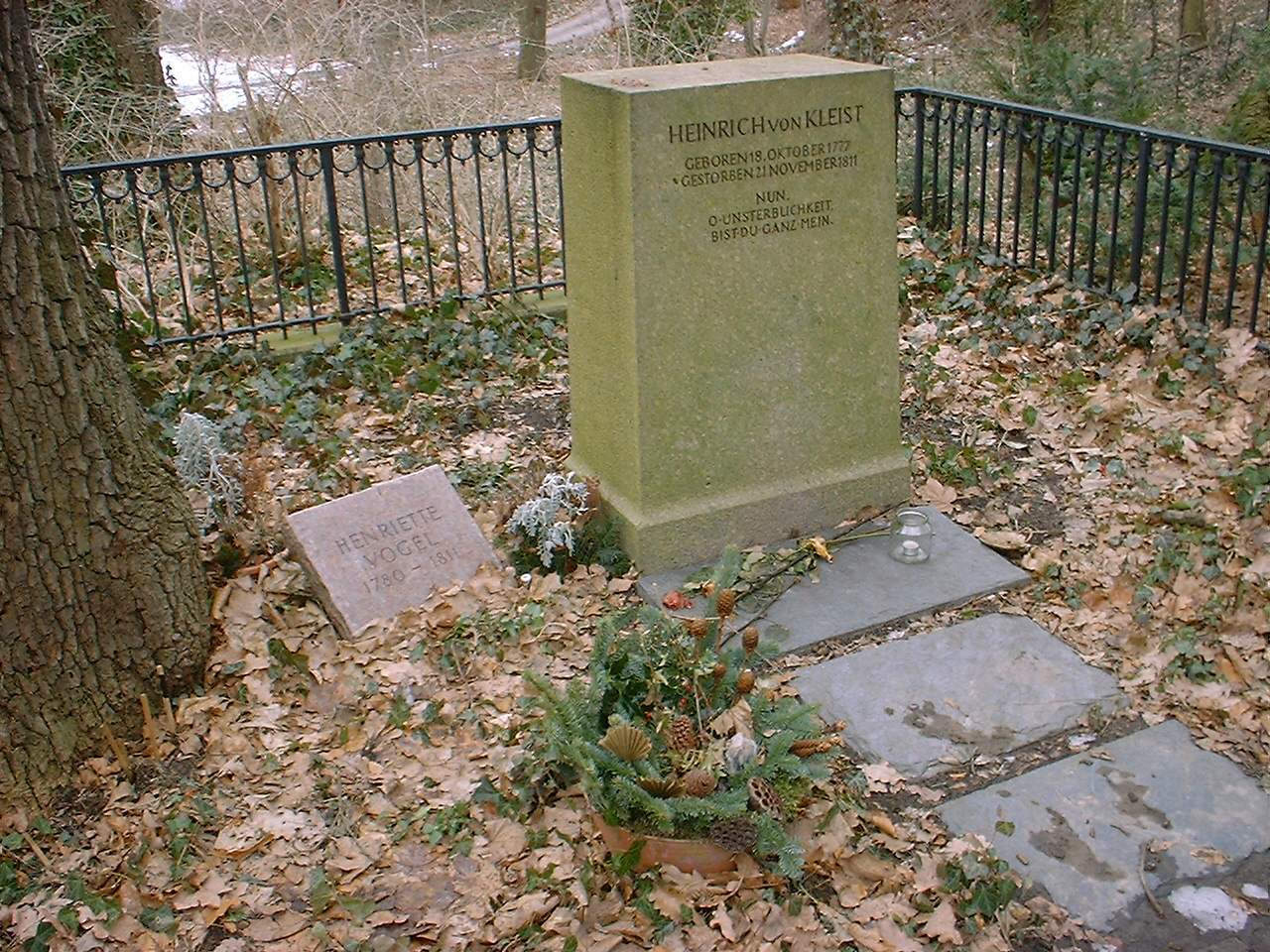
Heinrich von Kleist és Henriette Vogel sírja

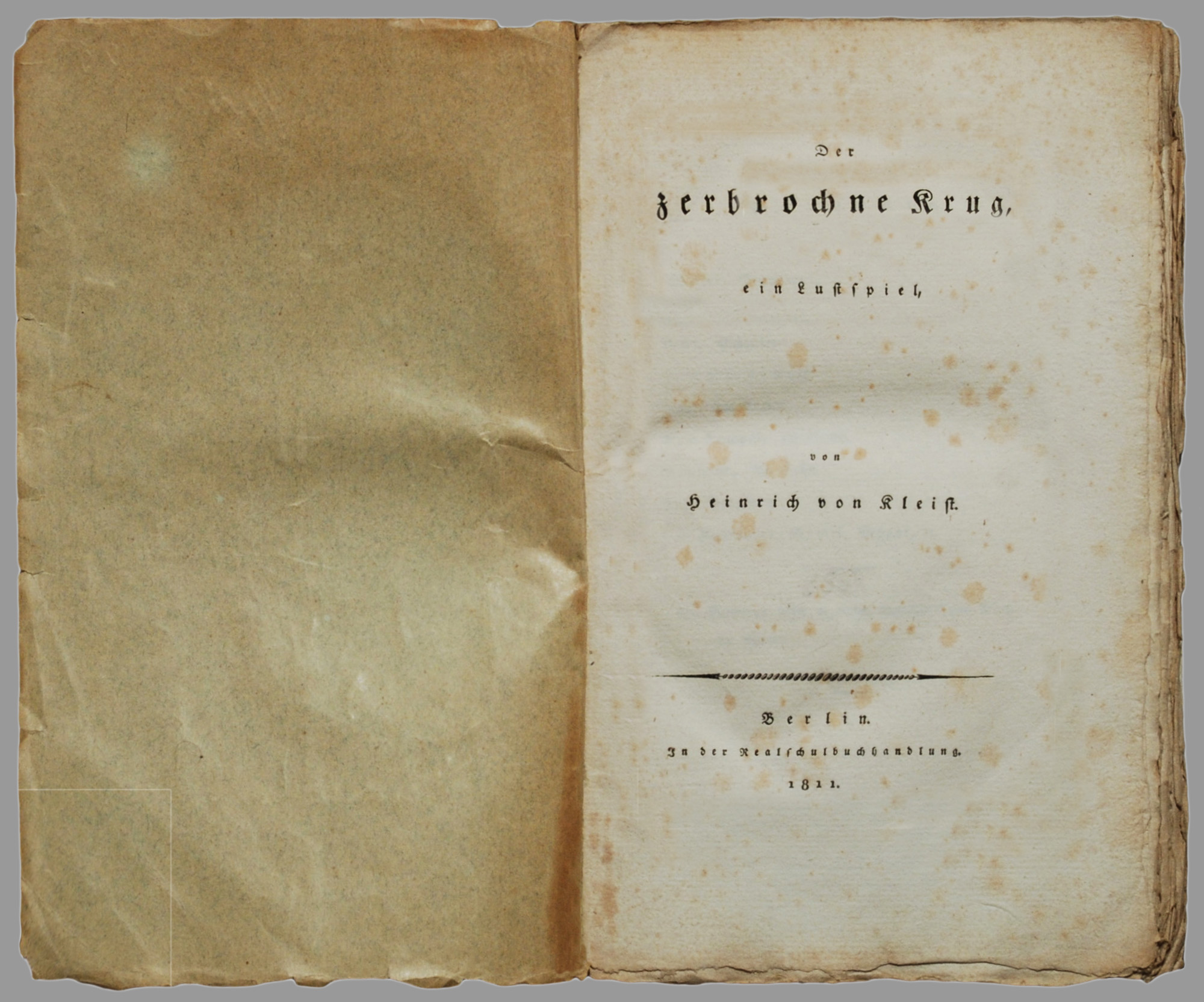
Der zerbrochene Krug (első kiadás), Berlin, Realschulbuchhandlung, 1811

Kleist Berlinben megismerkedett többek között Achim von Arnimmal, Clemens Brentanoval, Joseph von Eichendorffal, Wilhelm Grimmmel, Karl August Varnhagen von Ensevel és feleségével, Rahellel. Ebben a körben Kleist tagja volt a keresztény-német asztaltársaságnak. 1810 áprilisában jelent meg elbeszéléseinek első kötete (Michael Kohlhaas, Die Marquise von O…, Das Erdbeben in Chili) és szeptemberben a Das Käthchen von Heilbronn, amelynek bemutatását azonban Iffland mint berlini színigazgató elutasította.
A Phöbus megszűnte után Kleist 1810. október 1-jétől új lapot indított, a Berliner Abendblätter-t. Ez naponta jelent meg, helyi hírekkel, amelynek meghirdetett célja a nép minden rétegének szórakoztatása és a nemzeti ügy elősegítése volt. Olyan neves szerzők írtak a lapba, mint Ernst Moritz Arndt, Achim von Arnim, Clemens Brentano, Adelbert von Chamisso, Otto August Rühle von Lilienstern, Friedrich Karl von Savigny és Friedrich August von Staegemann. Kleist maga is itt adta közre a Gebet des Zoroaster, Betrachtungen über den Weltlauf, Brief eines Malers an seinen Sohn, Allerneuester Erziehungsplan és Über das Marionettentheater című műveit. A lap közönségcsalogató különlegessége a rendőrségi hírek közzététele volt.
1811 tavaszán a lap a fokozódó cenzúra miatt megszűnt. Mivel Kleist álláskeresési próbálkozása a porosz közigazgatásban sikertelen maradt, és az 1809-ben megkezdett színjátékának, a Prinz von Homburg-nak bemutatását III. Frigyes Vilmos 1814-ig megtiltotta, rövid idő alatt több elbeszélést kellett írnia megélhetése érdekében. Így született többek között a Das Bettelweib von Locarno és a Die Verlobung in St. Domingo.
Teljesen elszegényedve és belsejében „úgy megsebezve, hogy mondhatnám, fáj a napvilág, amikor kidugom az orromat az ablakon“ (levél Marie von Kleistnak, 1811. november 10.), az öngyilkosság gondolata foglalkoztatta. Társat keresve az öngyilkossághoz, több próbálkozás után megtalálta a gyógyíthatatlan rákos beteg Henriette Vogel személyében. Az asszony egyetértésével Kleist először szíven lőtte őt, majd főbe lőtte magát.

### Kleist-reneszánsz és -mítosz

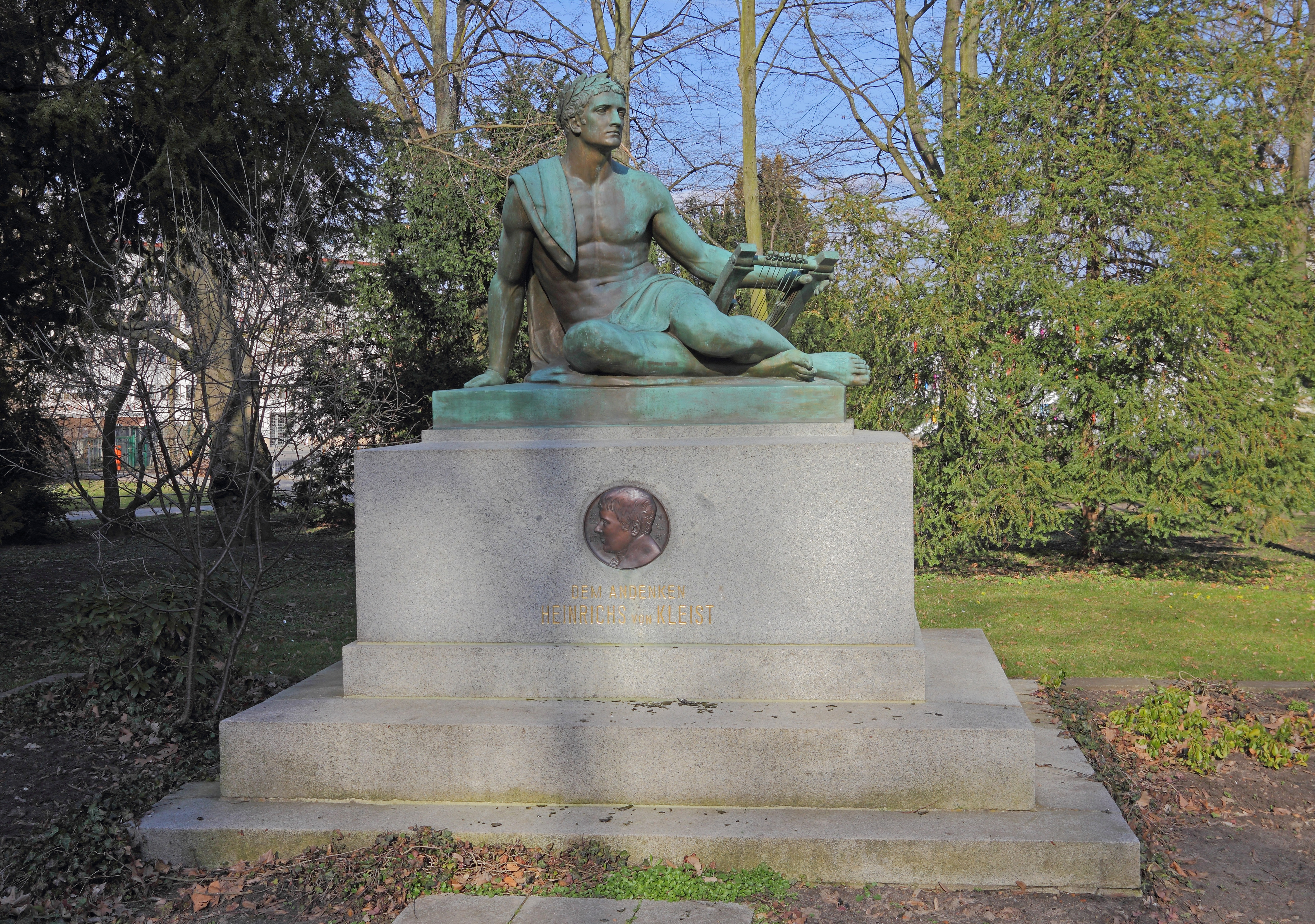
Kleist-emlékmű Odera-Frankfurtban, Gottlieb Elster alkotása, 1910

## Művei

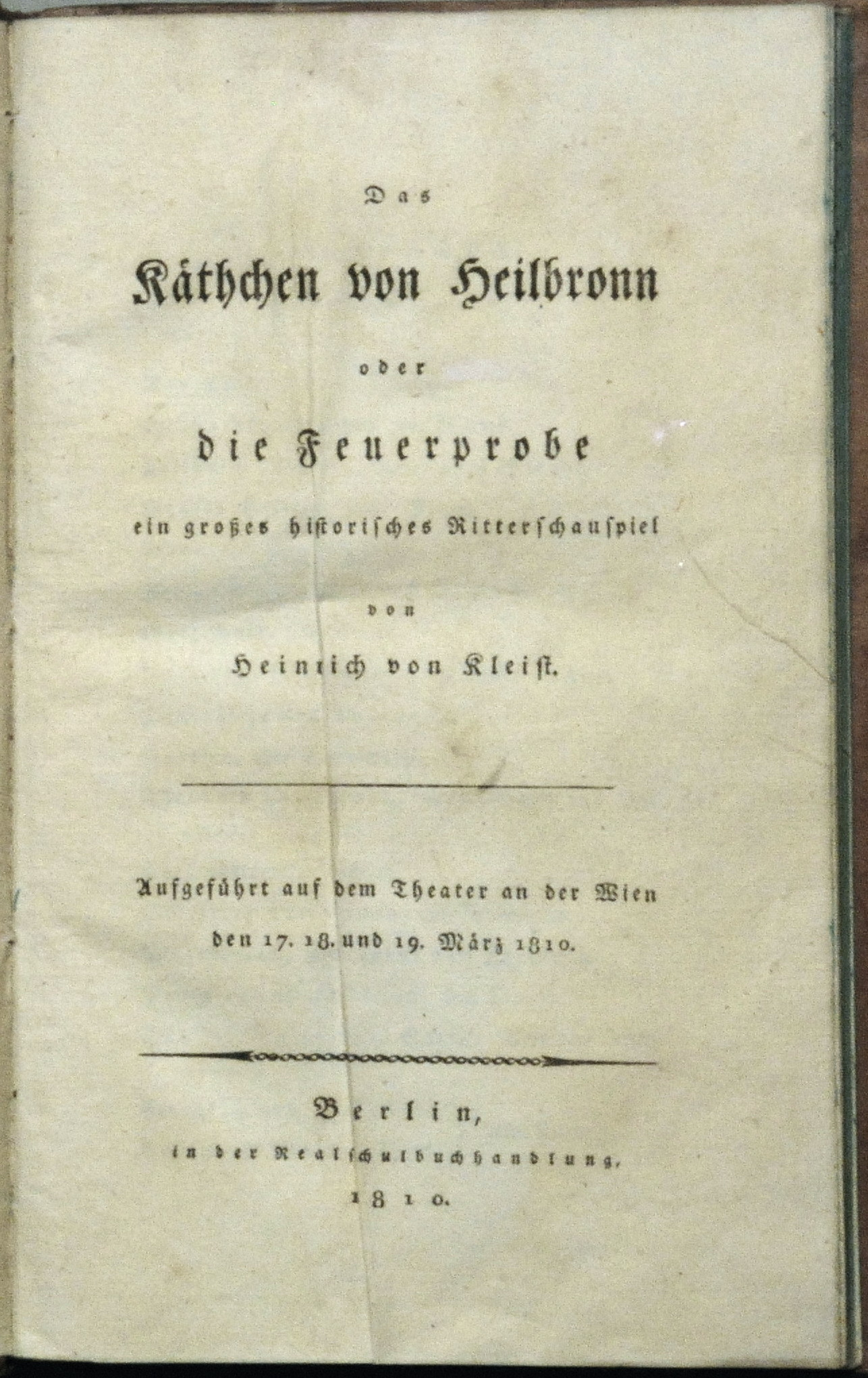
Das Käthchen von Heilbronn (első kiadás), Berlin, Realschulbuchhandlung, 1810